# Niños de Morelia

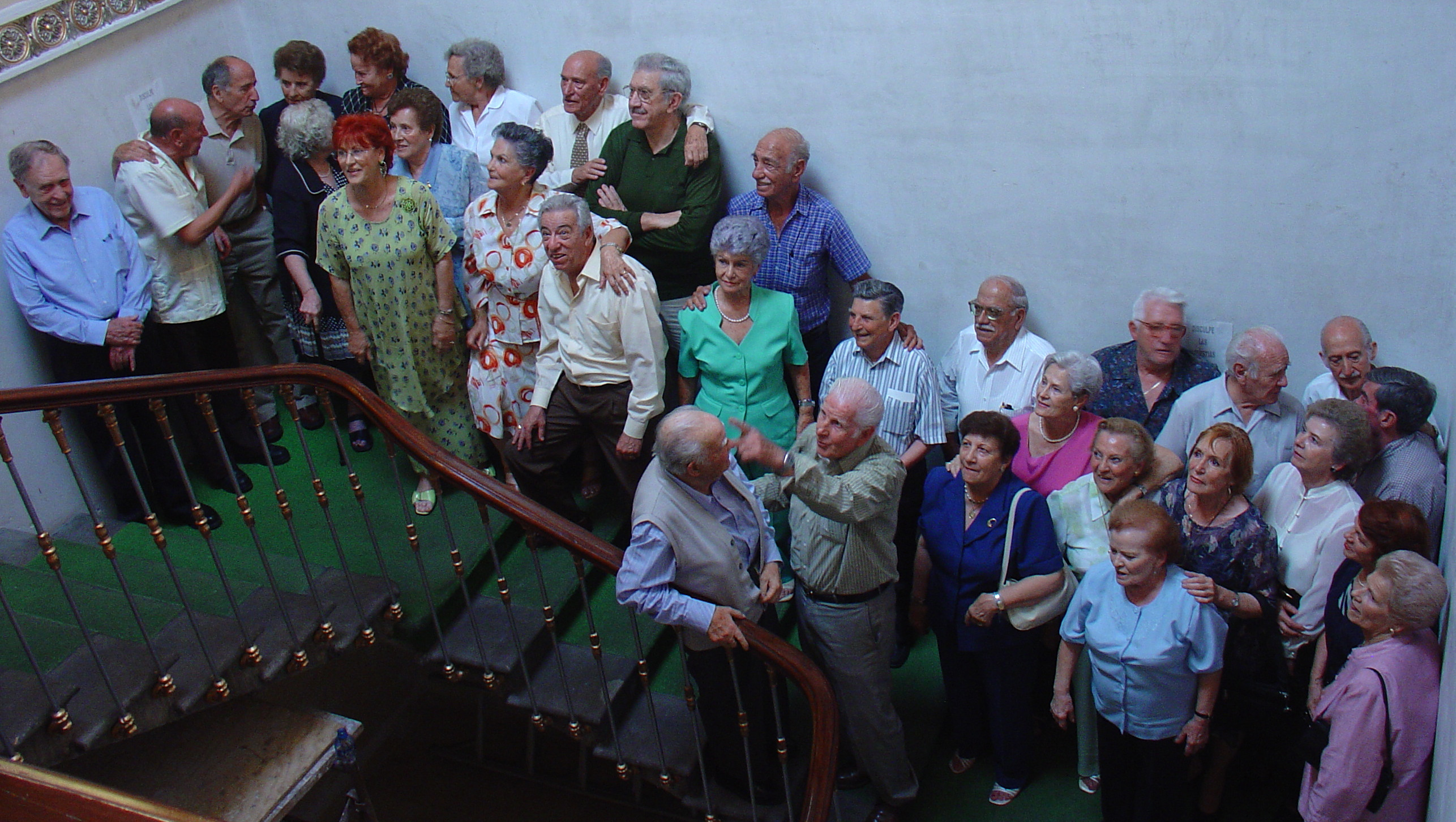
Los Niños de Morelia, en la reunión del 68.º aniversario de su llegada a México, el 7 de junio de 2005.

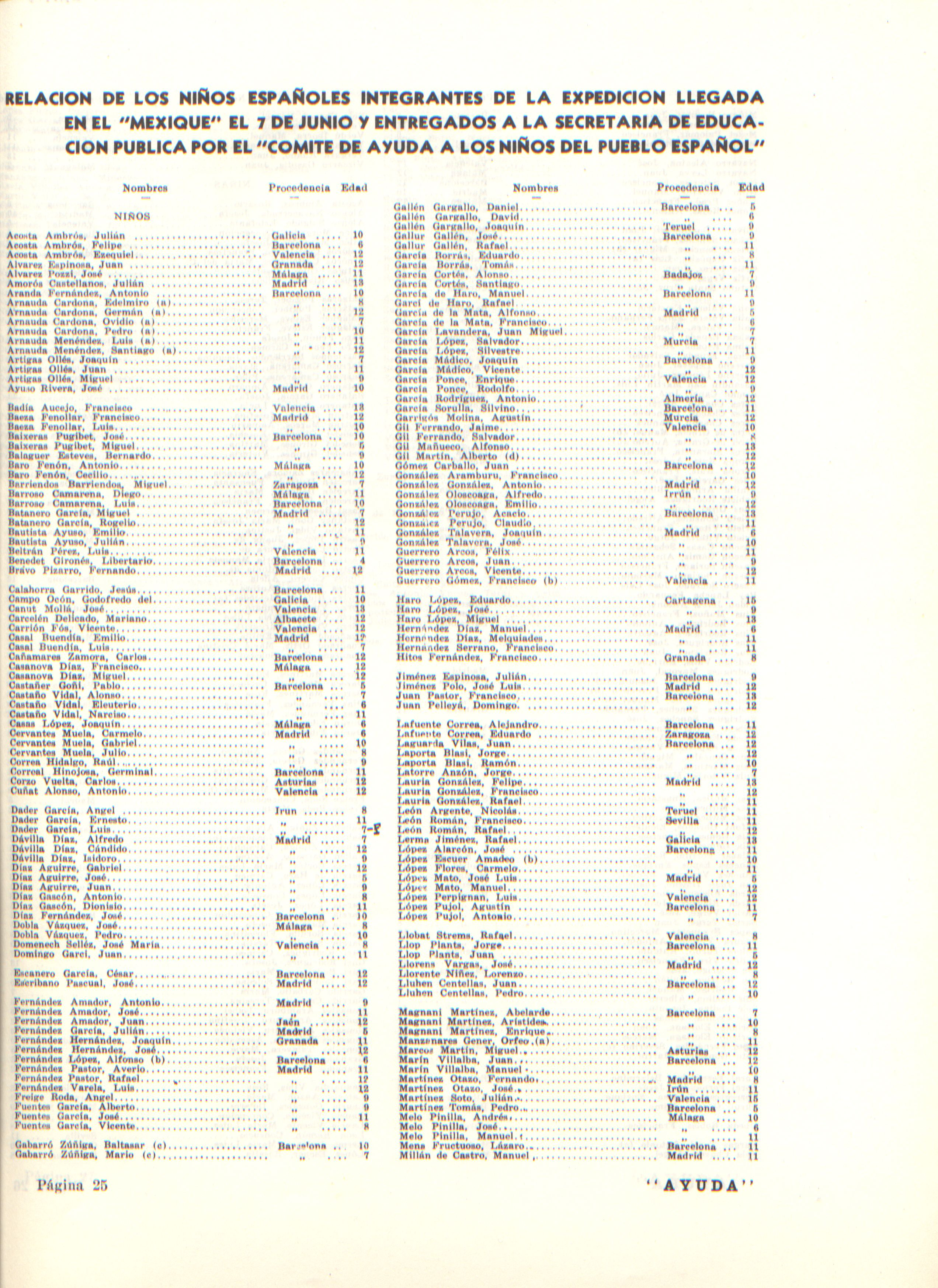
Relación de los niños españoles de Morelia, 7 de junio de 1937 "Comité de Ayuda a los Niños del Pueblo Español" 1/3.

Los Niños de Morelia, conocidos también como Los Niños de la Guerra, es un grupo conformado en 1937 por 456 menores de edad, hijos de republicanos españoles, que fueron llevados a México desde España en el vapor de bandera francesa Mexique, a petición del Comité Iberoamericano de Ayuda al Pueblo Español, con sede en Barcelona. Las gestiones se desarrollaron mediante el Comité de Ayuda a los Niños del Pueblo Español, presidido por la señora María de los Ángeles A. de Chávez Orozco, y en el que también formaban parte del Comité de Honor Amalia Solórzano Bravo, esposa del presidente de México, Lázaro Cárdenas del Río; Carmela Gil de Vázquez Vela y Matilde Rodríguez Cabo de Múgica.
El 27 de mayo el grupo de niños y niñas inscritos para este viaje de "colonias" vacacionales embarcaron en Burdeos rumbo a México, donde llegaron el 7 de junio de 1937. Los menores fueron acogidos y alojados en dos edificios de la escuela España-México, que estaba situada en Morelia, Michoacán, por lo que acabaron siendo conocidos como los “Niños de Morelia”. Si bien se esperaba inicialmente que su retorno se produjera al cabo de unos meses, cuando finalizara la guerra civil española, la derrota republicana y el inicio de la Segunda Guerra Mundial dieron como resultado un largo exilio que para muchos se convirtió en definitivo. Sobre este grupo de niños existe una amplia bibliografía, a menudo elaborada a partir de fuentes biográficas y de estudios sobre la documentación republicana española en México.

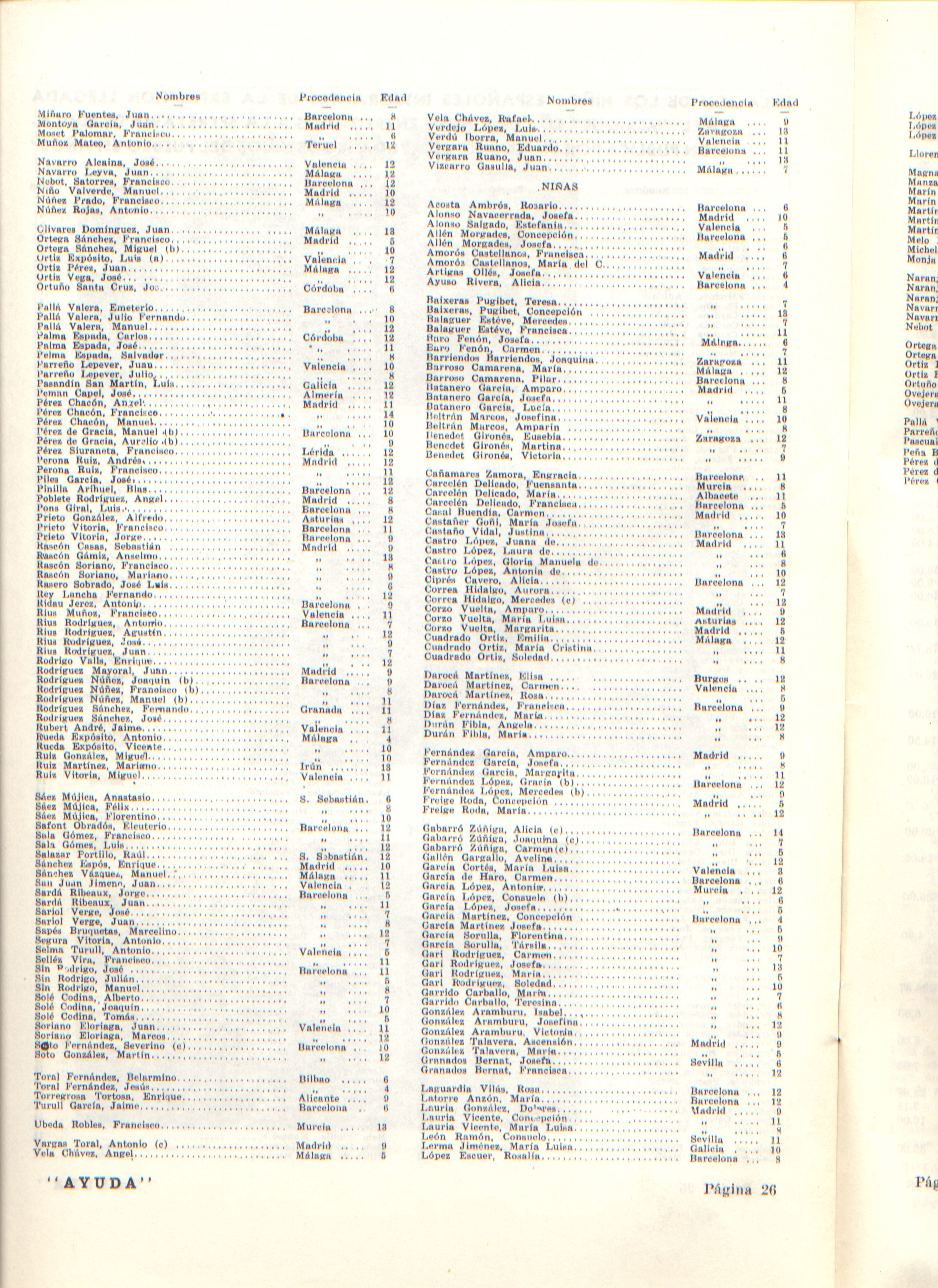
Relación de los niños españoles de Morelia, 7 de junio de 1937 "Comité de Ayuda a los Niños del Pueblo Español" 2/3.

Desde la Ciudad de México, en junio de 1937, el presidente Cárdenas envía un telegrama al Presidente Manuel Azaña que anota en sus "Apuntes":
"Tengo el gusto de participarle haber arribado hoy sin novedad a Veracruz los niños españoles que el pueblo recibió con hondas simpatías. La actitud que el pueblo español ha tenido para el de México al confiarle estos niños, correspondiendo así a la iniciativa de las damas mexicanas que ofrecieron a España su modesta colaboración la interpretamos Sr. Presidente Azaña, como fiel manifestación de fraternidad que une a los dos pueblos. El estado toma bajo su cuidado a estos niños rodeándolos de cariño y de instrucción para que mañana sean dignos defensores del ideal de su patria. Salúdolo afectuosamente. Presidente Cárdenas".
El Presidente Azaña responde: 
"Con viva satisfacción leo su telegrama participándome feliz arribo expedición niños españoles que por gentil iniciativa damas mexicanas reciben cariñosa hospitalidad. Tomándolos bajo su protección Estado mexicano continúa actos generosos auxilio y adhesión causa libertad de España que este pueblo agradecido nunca olvidará. Reciba Sr. Presidente con mis votos por la prosperidad de su patria mis saludos afectuosos".

## Dónde viven los Niños de Morelia
La educación de los Niños de Morelia en México se llevaba a cabo en la Escuela industrial España-México, en dos edificios separados, uno de ellos un antiguo seminario transformado para la ocasión. Más tarde, la asistencia educativa tuvo el apoyo de la FOARE Federación de Organismos de Ayuda a los Republicanos Españoles, que desde 1942 promovió el Patronato Pro Niños Españoles, presidido por el pedagogo extremeño Rubén Landa Vaz, el vicepresidente Fernández Egocheaga, la secretaria general Matilde Cantos y el tesorero Verna Millán. Este comité ejecutivo contaba con el apoyo de una comisión técnica pedagógica en la que participaban Rubén Landa, el doctor Ricardo Fandiño, los profesores Lladó, Joaquín Xirau, Elena Torres y Regina Lagos. La comisión de acción social estaba integrada por la profesora Veneranda García Manzano, la dictora Margarita Lozano Garza y el doctor Fernando Carmona, Emilio Prados, David Serrano, Piedad Aguirre, Ricardo Castellote, Serra Hemter y De Buen Lozano. El objetivo educativo del Patronato iba acompañado de propuestas de protección jurídica y moral y material, tal como se recogía en su reglamento fundacional:
PRIMERO.- Organizar y prestar la protección y ayuda de los menores españoles necesitados residentes en México.

SEGUNDO.- Impedir, por todos los medios que estén a su alcance la repatriación de los niños contra sus propios intereses, teniendo en cuenta la trágica situación de España, los peligros de la travesía y las posibles contingencias de la guerra actual.

TERCERO.- Hacer una estadística, lo más completa posible, precisando en ella los datos personales, familiares, residencia y condiciones de vida en que se desenvuelve cada menor.

CUARTO.- Legalizar su situación o estancia en México, realizando las gestiones convenientes en los organismos policiales de Migración y recabando para ello la ayuda económica de las entidades españolas que disponen de medios.

QUINTO.- Se procurará así mismo [sic], la asistencia moral y material de los muchachos, su adaptación profesional, facilitándoles ocupación adecuada a in de que cumplan si misión social de ciudadanos libres.

SEXTO.- Organizar en México D.F., o lugar próximo, una CASA HOGAR donde puedan residir todos los menores que lo necesiten.

SÉPTIMO.- Relacionarlos con sus familiares respectivos donde quiera que se encuentren y con aquellos españoles residentes en México, que se interesen por la situación de los menores.

A partir de 1943, el Patronato Pro Niños Españoles obtuvo el apoyo del general Lázaro Cárdenas, entonces Secretario de Defensa de México, para desarrollar un proyecto de casas-hogar que habían de dar continuidad educativa a los niños de la Escuela España-México de Morelia, a la sazón dirigida por el profesor Ponce de León. Los promotores de las primeras casas-hogar, José María Argüelles y Muñoz Cota, obtuvieron de Indalecio Prieto la cesión de los terrenos necesarios, dando lugar a la realización del proyecto. En una primera fase, en 1943 se crearon tres casas-hogar con una media de 20-25 alumnos acogidos:
- La primera casa-hogar para señoritas, situada en la calle Michoacán 64, fue dirigida por la profesora española Hortensia Salvadores Izquierdo (abril, 1943).
- La segunda casa-hogar, para muchachos, se situaba en la calle Alfonso Herrera 88, y tuvo como director al filósofo Adolfo Sánchez Vázquez[10] (abril, 1943), quien fue sustituido al año siguiente por Alfonso Aragonés.
- La tercera casa, también para chicos, en la calle Miguel Ángel 81, fue dirigida inicialmente por el profesor Martín Navarro (septiembre, 1943).

Ante el éxito de la iniciativa, que permitía acompañar en un entorno familiar a los menores durante sus estudios y sus primeras experiencias laborales, a comienzo de 1944, se encargó a José María Argüelles la creación de tres casas-hogar más para los niños de Morelia. Argüelles consiguió, junto con Miguel Vargas Solórzano, que sustituía por entonces a José Muñoz Cota como representante de Lázaro Cárdenas en el patronato, la apertura de tres casas-hogar, en una segunda fase:
- La primera, dirigida por el reconocido poeta y pedagogo Manuel Giner de los Ríos, se ubicaba en la calle de Caravaggio 30, en Mixcoac.
- La segunda fue de dirigida el profesor y abogado Manuel Galés Martínez, en la calle Cerrada de Otoño 33.
- La tercera, en la calle de Pánuco 19, constituiría la segunda casa de niñas y tuvo como directora a la profesora Amalia Salvadores.

La normativa de estas seis casas-hogar se regía por los principios de la educación activa y personalizada que había inspirado la pedagogía en la República española, para promover el estudio y la inserción laboral:
"Son creadas para los alumnos de la antigua Escuela España-México, a fin de encauzarlos y dirigirlos, dentro de un tipo de vida familiar, por medio del estudio o del trabajo, debiéndose caracterizar la conducta de los residentes en ellas, tanto dentro como fuera de la casa hogar, por la fidelidad a la España Republicana que los alejó de la guerra y por el respeto a México que los acogió fraternalmente.".
Las casas-hogar atendieron a los niños españoles de Morelia hasta más de diez años después de su llegada a México. En 1947 cerró la casa-hogar de la calle Caravaggio; pocos meses después se abandonaron las de la calle Miguel Ángel y la calle Pánuco; en 1948 se clausuró la casa pionera de la calle Michoacán; las dos últimas en cerrar, a finales de 1948, fueron la casa-hogar para chicos en la calle Cerrada de Otoño y la casa-hogar de la calle Alfonso Herrera.

## Personas destacadas
- Aurora Correa, poeta y novelista. Autora de los libros autobiográficos Te beso buenas noches (1997) y Cerezas (2008).[12]
- Julián Martínez Soros, escultor. Artífice de alrededor de 200 esculturas, como la de agradecimiento a Lázaro Cárdenas establecida en Madrid, la estatua ecuestre de Emiliano Zapata en la entrada a Toluca y el Monumento a la Madre de Ensenada, Baja California.[13]
- Francisco González Aramburu, traductor del francés e inglés al español. Trabajó en las editoriales Siglo XXI, Trillas y Fondo de Cultura Económica.[14]
- Emeterio Payá Valera, autor del libro Los niños españoles de Morelia: el exilio infantil en México.[15]

## Reencuentro de los Niños de Morelia
El 3 de junio de 1987 la Mutualidad España-México, A.C., integrada por los "Niños de Morelia", llevó a cabo un programa de actos conmemorativos al celebrarse el cincuenta aniversario de su arribo a México bajo el nombre de ¡Gracias, México! en el que el grupo agradeció al pueblo México y al presidente Lázaro Cárdenas la calurosa acogida con que fueron recibidos:
"Hoy somos personas de bien, hemos formado familias, a nuestros hijos les hemos dado lo mejor de nosotros mismos y oportunidades que pocos tuvimos, la mayoría son profesionistas y al igual que nosotros luchan por un México mejor". "Tenemos la seguridad que esta fue la mira de nuestro general Cárdenas: estamos cumpliendo nuestra misión: sea esto nuestro mejor homenaje a México y a Cárdenas.
En febrero de 2014, el grupo de los "Niños de Morelia" estaba conformado por aproximadamente cuarenta integrantes que residían en México, España, Venezuela y Estados Unidos, y los más pequeños de aquellos niños ahora tienen 81 años de edad.